# Alexander Palmquist (handbollsspelare)
Alexander Palmquist, född 18 april 2003 i Göteborg, är en svensk handbollsspelare som spelar för HK Torslanda Elit